# غابرييل مورا
جبريل مورا (بالإسبانية: Gabriel Maura Gamazo)‏ هو مؤرخ وسياسي إسباني، ولد في 1879 في إسبانيا، وتوفي في 1963 في إسبانيا. انتخب عضو مجلس الشيوخ الإسباني ‏ وانتخب Member of the Consultative National Assembly ‏ وانتخب عضو مجلس النواب الإسباني ‏.